# O Grimório do Papa Honório

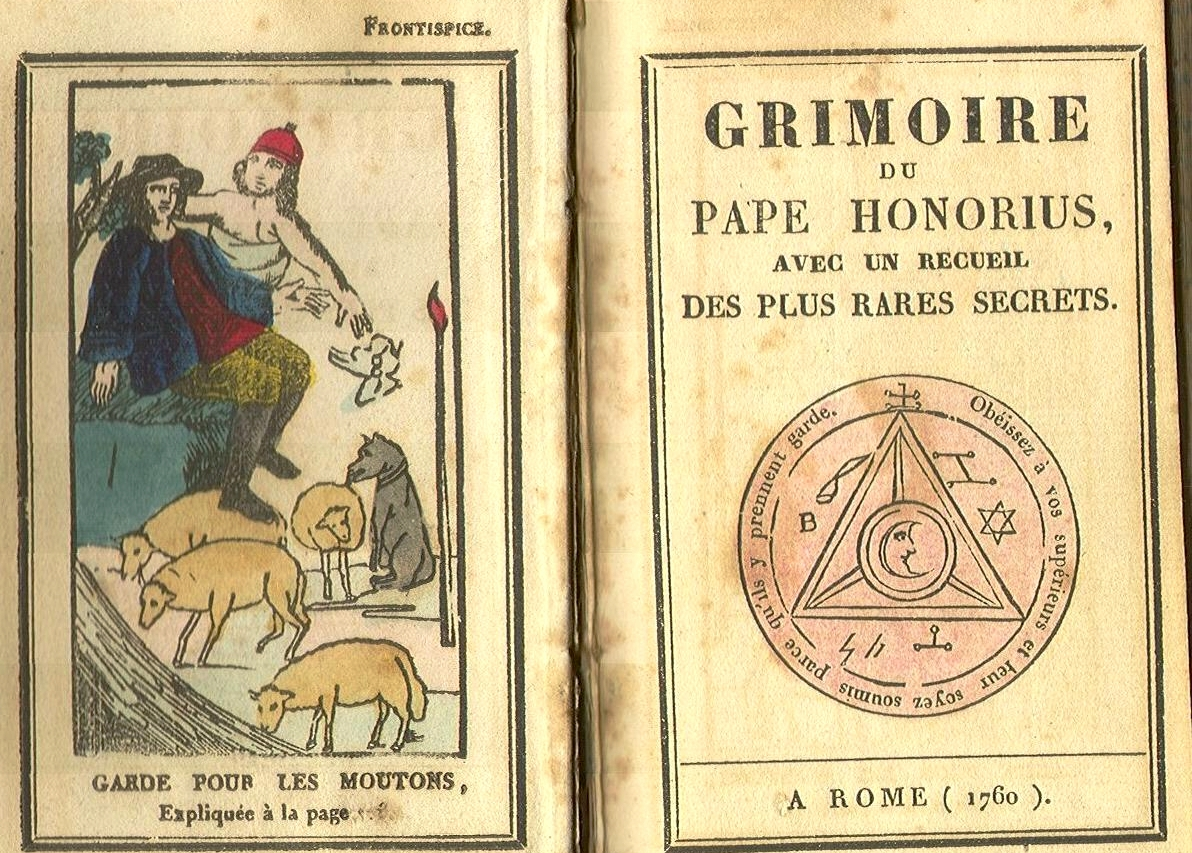
Grimoire du Pape Honorius (1760)

O Grimório do Papa Honório (em francês:  Le Grimoire du Pape Honorius avec un recueil des plus rares secrets) é um grimório do século XVII ou XVIII, que é de autoria falsamente atribuída ao Papa Honório III (1150–1227). É ímpar entre os grimórios, pois foi projetado especificamente para ser usado por um padre, e algumas das instruções incluem rezar uma missa. Enquanto seu nome é derivado do Grimório de Honório do século XIII, seu conteúdo está mais próximo de grimórios posteriores, como a Chave de Salomão e Grimorium Verum.
A primeira edição do grimório é dita ter aparecido em 1629, e foi provavelmente forjada perto do fim do século XVI, cerca de quatrocentos anos após a morte de seu suposto autor. De acordo com A. E. Waite, "...É uma impostura maliciosa e um tanto inteligente, que foi inegavelmente calculada para enganar pessoas ignorantes de sua época que podem ter sido magicamente inclinadas, mais especialmente sacerdotes ignorantes, uma vez que pretende transmitir a sanção expressa da Sé Apostólica para as operações de Magia Infernal e Necromancia." Segundo Éliphas Lévi, "Algumas cópias antigas do Grimório de Honório trazem, no entanto, o nome de Honório II, mas é impossível fazer um feiticeiro daquele elegante Cardeal Lambert (...) Mas acontece que o nome de Honório II é para nós como um raio de luz que aponta para o verdadeiro autor do assustador grimório em questão (...) Em 1061, os bispos da Lombardia, impelidos por Gilberto de Parma, protestaram contra a eleição de Anselmo, bispo de Lucca, que havia sido elevado à cátedra papal como Alexandre II. Escolheram Cadulus ou Cadalus, um intrigante bispo de Parma, homem capaz de todos os crimes e de um escândalo público em relação à simonia e ao concubinato. Ele assumiu o nome de Honório II. (...) O antipapa foi deposto pelo Concílio de Mântua e Henrique IV obteve seu perdão. Cadalus retornou à obscuridade e é provável que tenha decidido então se tornar o sumo sacerdote dos feiticeiros e apóstatas, cargo em que, e sob o nome de Honório II, compôs o Grimório que se apresenta sob este nome."